# Alessandrina Lonardo
Alessandrina Lonardo (nascida a 9 de março de 1953 em Ceppaloni), também conhecida como Sandra Lonardo, é uma política italiana. Ela é senadora pela República da Itália e é membro da XVIII Legislatura da Itália.

## Biografia
Nascida em San Giovanni, no município de Ceppaloni, cresceu na sua cidade natal. Aos 12 anos mudou-se com a família para Oyster Bay, na ilha de Long Island, no condado de Nassau (Estados Unidos), continuando com os seus estudos na Oyster Bay High School. De volta à Itália obteve o diploma de ensino médio e formou-se em Filosofia no Instituto Universitário Oriental de Nápoles.